# سوپرسکس (مینی‌سریال ۲۰۲۴)
سوپرسکس یک مجموعه تلویزیونی درام زندگینامه‌ای ایتالیایی است که بر اساس زندگی روکو سیفردی، بازیگر مشهور فیلم‌های پورنوگرافی ایتالیایی ساخته شده است. این مینی‌سریال در ششم مارس ۲۰۲۴ در نتفلیکس منتشر شد.
این سریال به عنوان «بی‌پرده‌ترین سریال نتفلیکس تاکنون» توصیف شده است.

## بازیگران
- الساندرو بورگی در نقش روکو سیفردی
- یاسمین ترینکا در نقش لوسیا
- آدریانو جیانینی در نقش توماسو، برادر ناتنی روکو
- لیندا کاریدی در نقش تینا

## تولید و پخش
در سپتامبر ۲۰۲۲، اعلام شد که فیلمبرداری این سریال در رم آغاز شده است. اکران آن برای اولین بار در هفتاد و چهارمین جشنواره بین‌المللی فیلم برلین بود و سپس در ششم مارس ۲۰۲۴ در نتفلیکس منتشر شد